# Ihlas Bebou
Ihlas Bebou (23 de abril de 1994) é um futebolista profissional togolês que atua como atacante. Atualmente, joga pelo Hoffenheim.

## Carreira
Ihlas Bebou representou o elenco da Seleção Togolesa de Futebol no Campeonato Africano das Nações de 2017.